# キャット・グラント
キャット・グラント（英: Cat Grant）は、DCコミックスの出版するアメリカン・コミックス『スーパーマン』に登場する架空の人物。マーブ・ウルフマンとジェリー・オードウェイによって創造され、1987年の"Adventures of Superman #424"で初登場した。デイリー・プラネット新聞社のコラムニスト。

## 映画
『スーパーマン』 (2025年)
演 - ミカエラ・フーバー

## ドラマ
『LOIS&CLARK/新スーパーマン』
演 - トレイシー・スコギンズ
『ヤング・スーパーマン』
演 - エミリー・ウラアップ/ケリー・リン・プラット
『SUPERGIRL/スーパーガール』
演 - キャリスタ・フロックハート

## アニメ
『ヤング・ジャスティス』
声 - マササ・モヨ
『オールスター・スーパーマン』
声 - キャシー・キャバディーニ
『デス・オブ・スーパーマン』
声 - トクス・オラガンドアイ
『レイン・オブ・ザ・スーパーメン』
声 - トクス・オラガンドアイ